# Herrarnas räck i gymnastik vid olympiska sommarspelen 1980
Herrarnas räck i gymnastik vid olympiska sommarspelen 1980 avgjordes den 20-25 juli i Sports Palace of the Central Lenin Stadium.

## Medaljörer
| Gren           | Guld                      | Silver                           | Brons                           |
| Herrarnas räck | Stojan Delttjev Bulgarien | Alexander Ditjatin Sovjetunionen | Nikolai Andrianov Sovjetunionen |

## Resultat

### Final
| Placering | Gymnast                   | C     | O     | Kval  | Final | Totalt |
| --------- | ------------------------- | ----- | ----- | ----- | ----- | ------ |
|           | Stoyan Deltchev (BUL)     | 9.900 | 9.850 | 9.875 | 9.950 | 19.825 |
|           | Aleksander Ditjatin (URS) | 9.800 | 9.900 | 9.850 | 9.900 | 19.750 |
|           | Nikolaj Andrianov (URS)   | 9.800 | 9.850 | 9.825 | 9.850 | 19.675 |
| 4         | Ralf-Peter Hemmann (GDR)  | 9.650 | 9.700 | 9.675 | 9.850 | 19.525 |
| 4         | Michael Nikolay (GDR)     | 9.750 | 9.600 | 9.675 | 9.850 | 19.525 |
| 6         | Sergio Suarez (CUB)       | 9.500 | 9.800 | 9.650 | 9.800 | 19.450 |